# Intelligent Qube
Intelligent Qube é um jogo de quebra-cabeça clássico para PlayStation. Ele é conhecido na Europa e na Austrália como Kurushi.
No jogo, o jogador controla um personagem que deve correr ao redor da plataforma cheia de cubos, capturando certos cubos como se aproximam. Cubos são capturados por marcar um ponto no estágio, esperando o cubo rolar no topo dele, e então capturando-o por desativar o ponto marcado.